# BeOnd航空
BeOnd航空（馬爾代夫飛越航空）是馬爾代夫的航空公司，亦是全球首家全機隊商務艙的高級航空公司，以韋拉納國際機場為運營基地。該航司由特羅·塔西拉、馬克斯·尼洛夫和薩沙·費爾赫德於2022年11月創立，並自我定位為「優質休閒航空公司」，機隊全設置商務客艙，並計劃開通多個歐洲、亞洲和大洋洲航點。

## 歷史
由全球各地前往馬爾地夫的唯一途徑是乘搭飛機。目前，馬爾地夫航空在韋拉納國際機場的營運中占主導地位，但其機隊規模太小，無法滿足機場成長和乘客需求。鑑於馬爾地夫的遊客數量迅速增加，為了應對這一問題，馬克斯·尼洛夫、特羅·塔西拉（漢莎航空前高管）和薩沙·費爾赫德決定透過由兩家公司（Arabesque 和SIMDI Group）組成合資企業創建一家新航空公司。
該航空公司的機隊預計以三架空中巴士A319客機組成，除外更將從BBAM飛機租借公司租另外一架客機。該航司初步確定的航點包括杜拜、德里、香港、米蘭、慕尼黑、巴黎、利雅德、新加坡、台北、維也納和蘇黎世，遠期將包括珀斯和墨爾本兩個大洋洲航點。
該航司原定預計從2023年9月開始營運，但直到11月才開始真正啟航。
2024年2月，航司宣布受限於經濟原因，將慕尼黑航線降級為季節性航點，預定2024年7月開辦的曼谷航線亦將取消。

## 機上體驗
除了機上娛樂外，旅客可以享用米其林指南菜單的餐食，登機前亦可以使用休息室等五星級服務餐飲。該航空公司亦計劃在機場航站樓提供禮賓、私人司機接送以及豪華度假村的旅遊套餐等服務。和一般航司不同，BeOnd航空亦不會設置機場登機櫃位，乘客將以「到家辦理入住手續」方式辦理登機手續，大幅消除長時間排隊和延誤的問題。
BEOND航空行高檔豪華路線，機艙設計奢華兼具現代感。在其空中巴士A321機隊中，該航空公司採用68個2-2格式平躺座椅的座椅配置，機艙內亦提供免費Wifi服務，讓乘客在乘搭飛機時可以上網，個人娛樂系統則使用平板電腦iPad代替。除外，每個座位都有USB插位及電源插座，膳食方面，BEOND航空擬提供豐富的飛機餐，乘客可以嘗到來自各地出產的食材。至於機票價格方面，該航空計劃以優質經濟艙價錢提供商務艙體驗，以增加航司的競爭力。

## 機隊

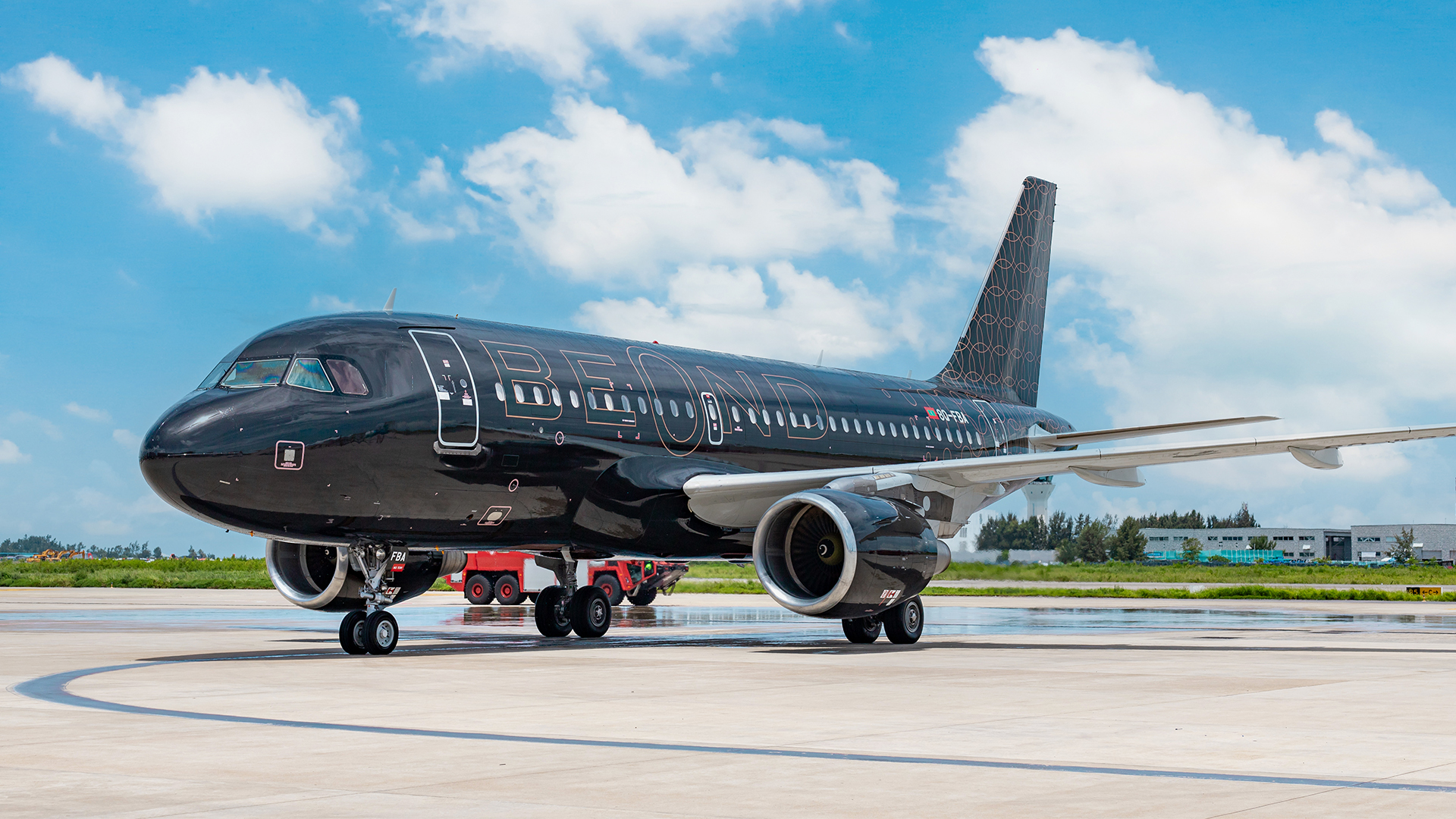
Beond航空的空客A319-100

| 客機             | 數量 | 訂單 | 載客量 | 客機註冊號 |
| ---------------- | ---- | ---- | ------ | ---------- |
| 空中巴士A319-100 | 1    | —    | 44     | 8Q-FBA     |
| 空中巴士A321-200 | 1    | —    | 68     | 8Q-FBB     |
| 總數             | 2    |      |        |            |

## 航點

時至2023年12月，Beond服務的航點

| 地區 | 國家         | 城市   | 機場                 | 備註          |
| ---- | ------------ | ------ | -------------------- | ------------- |
| 亞洲 | 馬爾代夫     | 馬累   | 韋拉納國際機場       | 基地機場      |
| 亞洲 | 阿聯酋       | 杜拜   | 阿勒馬克圖姆國際機場 |               |
| 亞洲 | 沙烏地阿拉伯 | 利雅德 | 哈立德國王國際機場   |               |
| 亞洲 | 台灣         | 台北   | 台灣桃園國際機場     | 預計2026年2月 |
| 歐洲 | 德國         | 慕尼黑 | 慕尼黑機場           | 季節性航點    |
| 歐洲 | 義大利       | 米蘭   | 米蘭-馬爾彭薩機場    |               |
| 歐洲 | 瑞士         | 蘇黎世 | 蘇黎世機場           |               |

## 資料來源
1. ↑  鄭惟仁. . 公視新聞網. 2023-12-15  [2023-12-16]. （原始内容存档于2023-12-19）.
2. ↑  . APEX. 2023-10-16  [2023-12-10]. （原始内容存档于2024-02-21）.
3. ↑  凱瑟琳·史考特（Katherine Scott）. . SMH新聞. 2023-06-29  [2023-12-10]. （原始内容存档于2023-07-04）.
4. ↑  雅各普·里斯科（Jacopo Prisco）. . CNN. 2023-06-24  [2023-12-10]. （原始内容存档于2023-11-28）.
5. ↑  . Hotel Insider. 2023-06-29  [2023-12-10]. （原始内容存档于2023-12-12）.
6. ↑  提姆·諾瓦克（Timo Nowack）. . Aerotelegraph. 2024-02-27  [2024-09-10]. （原始内容存档于2025-01-14）.
7. ↑  盧克·博德爾（Luke Bodell）. . Simple Flying. 2023-10-11  [2023-12-10].
8. ↑  . Gulf News. 2023-06-27  [2023-12-10]. （原始内容存档于2023-09-28）.
9. ↑  何以諾. . 香港01. 2023-12-01  [2023-12-16].
10. ↑  亞歷山大·米切爾（Alexander Mitchell）. . Simple Flying. 2023-08-31  [2023-12-10]. （原始内容存档于2024-04-17）.
11. 1 2  . flybeond.com.   [2023-12-01]. （原始内容存档于2024-05-10）.
12. ↑  . flightconnections.com.
13. ↑  . 自由時報. 2025-08-10  [2025-08-11] （中文（臺灣））.